# Somnofilie

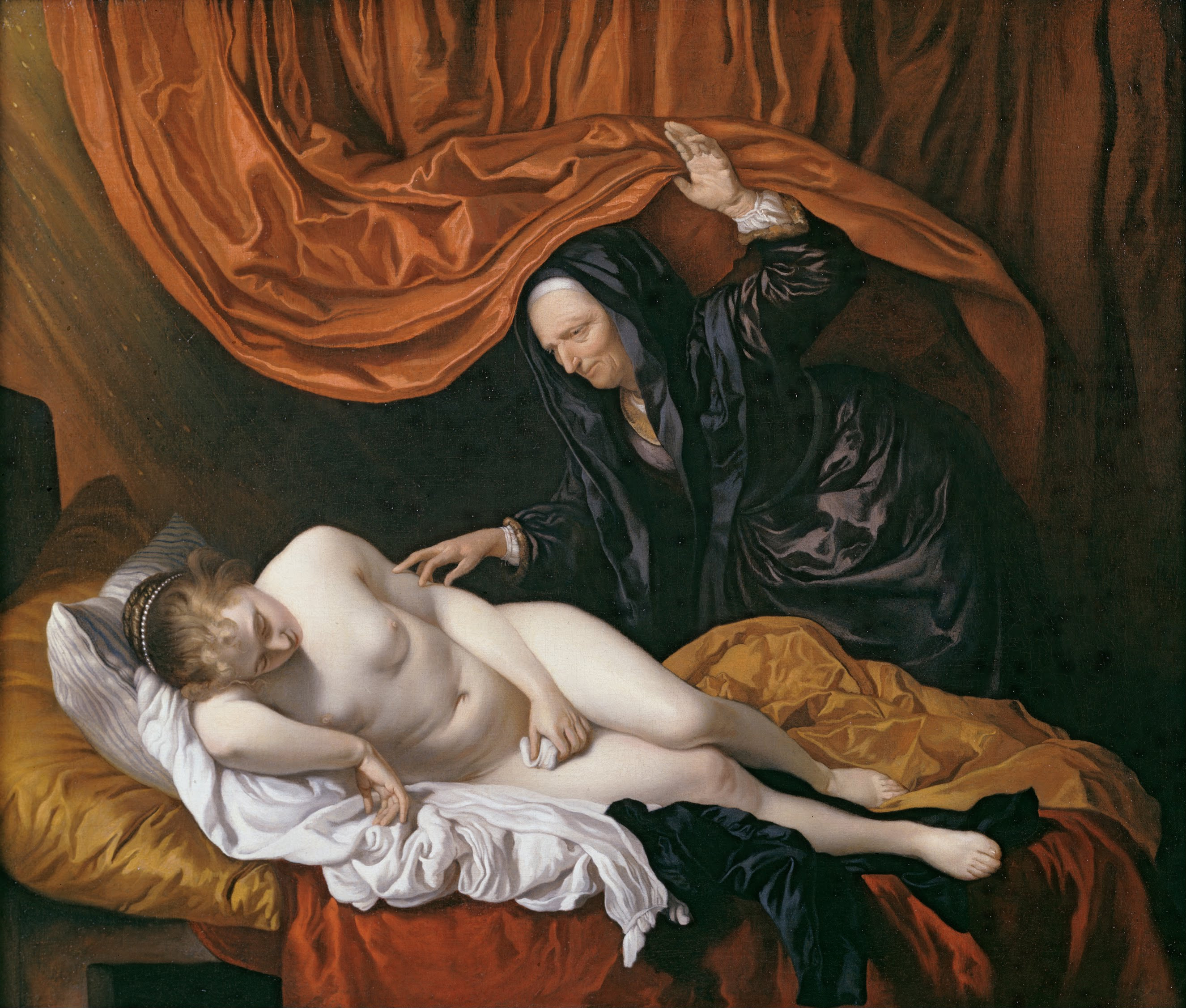
Schilderij 'Danaë' door Jacob van Loo (tussen 1655 en 1660)

Somnofilie is een seksueel fetisjisme dat gericht is op slapende of bewusteloze personen.
Somnofiel gedrag kan voor problemen zorgen als de persoon die dit fetisjisme heeft, deze uitoefent zonder dat daar vooraf afspraken over zijn gemaakt met zijn of haar partner. Dan kan er sprake zijn van verkrachting.

## Onderzoek
De term somnofilie wordt voor het eerst gebruikt door de seksuoloog John Money, in 1986. Hij noemde het een vorm van seksueel fetisjisme. Uit een onderzoek uit 2021 door Michael Seto e.a. bleek dat 9% van de 1036 online respondenten interesse had in "seks met iemand die bewusteloos is of slaapt" en dat 7,7% dergelijk gedrag wel eens had uitgevoerd. Een derde onderzoek meldde dat 82% van de steekproef interesse had in seksuele activiteiten met wederzijds consent met een slapende partner, en 47% meldde enige interesse in somnofiele activiteiten zonder wederzijds consent. Deze onderzoeken suggereren dat somnofiele fantasieën vaker voorkomen dan eerder werd gedacht, hoewel in sommige onderzoeken sprake kan zijn van steekproefvertekening.

## Porno
Ook in pornofilms komt dit verschijnsel voor: soms is sprake van een scenario waar vooraf toestemming wordt gegeven, maar ook geacteerde verkrachtingsscenario's komen voor.